# Fadéla Boumendjel-Chitour
Fadéla Boumendjel-Chitour, née le 2 mars 1942 à Blida, est une endocrinologue, professeure à la faculté de médecine d'Alger et militante algérienne pour les droits humains . 
Elle est l'ancienne cheffe de service du CHU de Bab El Oued. Issue d'une famille révolutionnaire, Fadéla Boumendjel-Chitour est la fille de Ahmed Boumendjel et la nièce de Ali Boumendjel.

## Biographie
Fadéla Boumendjel étudie au lycée Jules Ferry, à Paris où son père était avocat. Elle a étudié le latin de la sixième au baccalauréat, tout en étant déterminée à devenir médecin. « Bien sûr, la philosophie était mon amour fou. Mais j’avais l’impression qu’il fallait que je puisse, d’une manière concrète et efficace, contribuer à la construction de mon pays. Je devais me mettre au service des autres d’où le choix de la médecine : choix que je ne regrette pas, puisque j’ai eu pour ce métier une véritable passion. » disait-elle.
Médecin endocrinologue depuis 1969, elle est professeur de médecine, et mariée à Slimane Chitour, lui aussi professeur de médecine, spécialisé en traumatologie.

### Parcours associatif
De 1988 à 1990, elle est la présidente du Comité médical contre la torture avant d'aider à la fondation d'Amnesty International Algérie qu'elle préside entre 1991 et 1993. Militante féministe, elle fonde le Réseau Wassila qui lutte contre les violences faites aux femmes et aux enfants qu'elle représente entre 2000 et 2009 puis en devient la vice-présidente en 2009.  
Elle se prononce en 2020, après le féminicide de Chaïma Sadou qui marque l'opinion, pour un ensemble de mesures dont l'abolition du code de la famille, et l'abandon de la clause de pardon dans la loi contre les violences faites aux femmes, mais réfute l'idée de la peine de mort prônée par certains.  